# Coviello
Coviello è una maschera della commedia dell'arte, di area centromeridionale e soprattutto napoletana.

## Le origini di Coviello
Si hanno tracce di Coviello dalla fine del Cinquecento. Coviello è l'aferesi di Iacoviello, ovvero "Giacometto" o "Giacomino". Avrebbe il cognome di Cetrullo Cetrulli, Ciavala, Gazzo o Gardocchia. Le origini arcaiche andrebbero ricercate nei fescennini, satire accompagnate da danze a metà strada tra il grottesco e l'osceno, con licenziosità anche verbali; i comici dell'arte si ispirarono a quelle rappresentazioni e i primi personaggi erano tratti quasi direttamente agli antichi canti; Coviello rappresenterebbe una figura collegata agli antichi fescennini, e in particolare ricorderebbe il personaggio di Trasone, creato da Terenzio.

## Descrizione
Coviello non ha un ruolo definito; anche il suo abbigliamento e perfino il suo aspetto fisico cambia a seconda delle esigenze teatrali: alcune volte è aggressivo, altre volte stupido; può essere un oste o taverniere oppure un servo sciocco, altre volte è padre di famiglia; Francesco Bertarelli lo raffigura con pantaloni stretti e allacciati sui fianchi, panciotto aderente e mantella corta; ha sul viso una maschera con un naso molto lungo sul quale possono poggiare occhiali ridicolmente grandi; ha sempre con sé un mandolino.

## Coviello in commedia e in altre opere
Nella versione interpretata a Roma da Salvator Rosa Coviello è furbo, intrigante, bugiardo e spaccone, abile nel maneggiare sia il mandolino sia la spada.
Coviello compare nella commedia di Molière Il borghese gentiluomo, dove è un valletto che somiglia a Scapino, dove ripete quasi parola per parola tutto quello che dice il padrone e fa quindi la parte di un furbo un po' stupido o di uno stupido che vuol sembrare furbo.
Coviello è presente anche nei Balli di Sfessania (che si riconducono ai fescennini), libro di illustrazioni di Jacques Callot, il quale, studiando arte a Firenze, decise di raccogliere e tipizzare una gran quantità di comici, buffoni, artisti di strada dell'epoca.

## Interpreti
Alcuni interpreti che lo hanno reso noto sono stati Ambrogio Buonomo, Gennaro Sacco, Salvator Rosa, Giacomo Rauzzini e Tommaso Ristori.

## Modi di dire
Per molto tempo, nel parlato, "è un Coviello" aveva assunto il significato di "che vuol darsi arie".